# 덕천여자중학교
덕천여자중학교(德川女子中學校)는 부산광역시 북구 덕천동에 있었던 공립 중학교이다.

## 학교 연혁
- 1992년 2월 29일 : 덕천여자중학교 설립인가(34학급)
- 1992년 3월 5일 : 제1회 입학식(16학급 883명)
- 1993년 8월 21일 : 신관교사(뒷건물) 완공
- 1998년 6월 18일 : 덕천여자중학교 유도부 창단
- 2004년 11월 18일 : 학교 연혁실 설치 및 도서관 리모델링 개관식
- 2007년 3월 1일 : 교육과학기술부 상담망구축 정책 연구학교 운영(2년간)
- 2009년 3월 1일 : 부산광역시교육청 예술치료 정책 연구학교(2년간)
- 2017년 9월 1일 : 제11대 황불선 교장 취임
- 2019년 1월 31일 : 제25회 졸업식(졸업생 71명, 누계 7,226명)
- 2019년 3월 4일 : 제28회 입학식(2학급 36명)
- 2022년 2월 28일 : 30년만에 폐교[1]

## 폐교 이후
폐교 이후, 덕천여자중학교 자리에는 부산온라인학교가 2025년에 들어섰다.

## 참고 자료
- 덕천여자중학교 - 한국교육학술정보원 학교알리미